# Kirsten Gillibrand
Kirsten Elizabeth Rutnik Gillibrand (født 9. december 1966 i Albany i New York i USA) er en demokratisk politiker i USAs senat. 
Den 7. november 2006 blev hun valgt som kongresrepræsentant for New Yorks 20. distrikt i USAs kongres. Hun er den første demokrat som repræsenterer dette distriktet efter Edward W. Pattison i 1978.
Den 23. januar 2009 blev Gillibrand udnævnt af New Yorks guvernør David Paterson til at overtage pladsen i senatet efter statens tidligere juniorsenator Hillary Rodham Clinton, som blev udenrigsminister i Barack Obamas regering. Gillibrand var 42 år ved udnævnelsen. 